# Паго дел Вало ди Лауро
Па̀го дел Ва̀ло ди Ла̀уро (на италиански: Pago del Vallo di Lauro; на неаполитански: Pào, Пао) е село и община в Южна Италия, провинция Авелино, регион Кампания. Разположено е на 130 m надморска височина. Населението на общината е 1875 души (към 2010 г.).